# Delias periboea
Delias periboea är en fjärilsart som först beskrevs av Jean Baptiste Godart 1819.  Delias periboea ingår i släktet Delias och familjen vitfjärilar. IUCN kategoriserar arten globalt som livskraftig. Inga underarter finns listade i Catalogue of Life.

## Bildgalleri

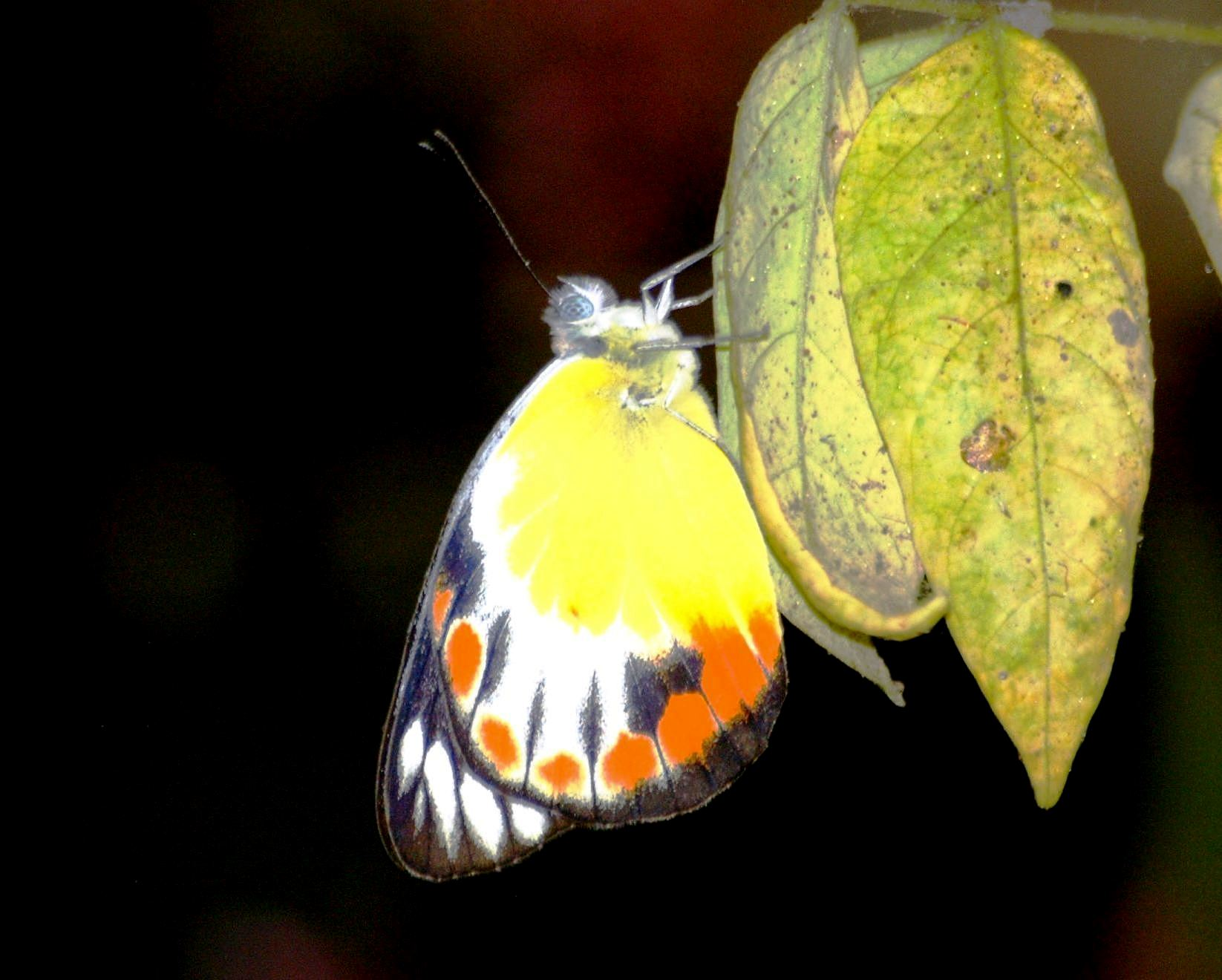